# Jonas Sutkus
Jonas Sutkus (* 15. April 1893 in Žemlaukis, Rajongemeinde Šakiai; † 10. Dezember 1942 in Swerdlowsk) war ein litauischer Generalleutnant und Politiker.

## Leben
1910 absolvierte Jonas Sutkus das Maironis-Gymnasium in Kaunas und 1916 die Moskauer Aleksej-Kriegsschule. 1923 besuchte und absolvierte er Vytautas Magnus Offizierkurse in Kaunas. Von 1913 bis 1914 arbeitete er als Lehrer in Litauen. Ab  1919 war er Chef der Verbindungsabteilung des litauischen Infanterieregiments, Chefausbilder der Militärschule, Stabschef der Infanterie-Brigade und dann Chef der Versorgungsabteilung. Von 1929 bis 1937 war er für die Armeelogistik zuständig. Vom 28. März 1939 bis zum 21. November 1939 war er Finanzminister Litauens in der Regierung von Jonas Černius.
Jonas Sutkus war Mitglied von Lietuvių tautininkų sąjunga.

## Karriere
- Brigadegeneral (1931)
- Divisionsgeneral (1937)
- Generalleutnant[2]

## Auszeichnungen
- 1932: Orden des Weißen Löwen,  2. Stufe (Tschechoslowakei)[3]